# Lyncornis macrotis
Il succiacapre orecchiuto maggiore o succiacapre dai grandi ciuffi (Lyncornis macrotis Vigors, 1831) è un uccello della famiglia Caprimulgidae.

## Descrizione
Si tratta della specie più grande in termini di lunghezza (che può variare dai 31 ai 41 cm). Gli esemplari maschi hanno un peso medio di 131 g, e le femmine di 151 g. Questo la rende la seconda specie più pesante nella famiglia dopo il succiacapre nacunda.

## Distribuzione e habitat
Si trova nel sud-est asiatico, con popolazioni nei Ghati occidentali, Sri Lanka, Bangladesh, India, Indonesia, Laos, Malaysia, Birmania, Filippine, Thailandia, e Vietnam. Il suo habitat è quello subtropicale o di foreste umide.

## Biologia

### Comportamento
Come gli altri succiacapre, si tratta di una specie notturna. Ha un verso distinto, riconoscibile per il suono tsiik, seguito da una pausa ed un ba-haaww.

### Riproduzione
Il nido è costituito da un buco nel terreno, contenente un singolo uovo. Gli esemplari femminili si mimetizzano tra le foglie.

## Tassonomia
Sono note le seguenti sottospecie:
- Lyncornis macrotis macrotis (Vigors, 1831) - la sottospecie nominale diffusa nelle Filippine
- Lyncornis macrotis bourdilloni Hume, 1875 - diffusa nei Ghati occidentali
- Lyncornis macrotis cerviniceps Gould, 1838 - presente nell'Himalaya orientale, in Indocina e in Malesia settentrionale
- Lyncornis macrotis jacobsoni Junge, 1936 - endemica dell'Isola Simeulue
- Lyncornis macrotis macropterus Bonaparte, 1850 - presente nelle isole Sulawesi, Talaud, Sangihe, Sula e Banggai.